# Ignacij Antiohijski
 Ignacij Antiohijski (grško Ἰγνάτιος Ἀντιοχείας, Ignátios Antiokheías, znan tudi kot Ignacij Teofor (grško Ιγνάτιος ὁ Θεοφόρος, Ignátios ho Theophóros, dob. 'Bogonosec'), zgodnjekrščanski pisatelj in škof v Antiohiji, * okrog 35, † 108/140
Med potjo v Rim, kjer je doživel mučeništvo, je Ignacij napisal vrsto pisem. Uvrščamo ga med apostolske očete. 

## Mučeništvo
Niso ga usmrtili v Antiohiji, ampak so ga v spremstvu desetih rimskih vojakov peljali v Rim.   
Med potovanjem v Rim so se večkrat za dalj časa ustavili v različnih krajih Male Azije. Njihova pot je odstopala od najbolj direktne poti. Danes se poznavalci večinoma strinjajo, da je pot potekala takole: 
1. Ignacij je najprej potoval iz Antiohije, iz province Sirije, v Malo Azijo. Negotovo je, ali je potoval po morju ali po kopnem.
2. Nato so ga po poti, ki je obšla mesta Magnesia, Tralles in Efez, odpeljali v Smirno, vendar je verjetno prešel skozi Filadelfijo (prim. Ign. Phil. 7).
3. Nato je Ignacij odpotoval v Troas, kjer se je vkrcal na ladjo, ki je peljala v Neapolis v Makedoniji (prim. Prim. Ign. Pol. 8).
4. Nato je šel skozi mesto Philippi (prim. Prim. Pol. Phil. 9).
5. Po tem se je peljal po kopni ali morski poti do Rima. [4]

Ignacij je sam napisal, da ga bodo vrgli zverem, in Evzebij v četrtem stoletju poroča, da se je to zgodilo kar nato ponovi Hieronim, ki je prvi, ki izrecno omenja "leve". Janez Zlatousti je prvi omenil Kolosej kot kraj Ignacijevega mučeništva. Sodobni učenjaki niso prepričani, če je kdo od teh avtorjev imel še druge vire, ob Ignacijevih spisih.

## Pisma
Naslednjih sedem pisem, pisanih pod njegovim imenom, splošno štejemo za verodostojne, saj jih je zgodovinar Evzebij omenil v prvi polovici četrtega stoletja. 
- Pismo Efežanom
- Pismo Magnezijcem
- Pismo Tralcem
- Pismo Rimljanom
- Pismo Filadelfijcem
- Pismo Smirnčanom
- Pismo Polikarpu